# MAISONdes
MAISONdes（メゾン・デ）は、日本の音楽プロジェクト。
「どこかにある六畳半アパートの、各部屋の住人の歌」をコンセプトに、楽曲ごとに「歌い手」「作り手」を替えて発表する。

## 概説
2021年より、“どこかにあるアパート”という設定の下、さまざまなアーティストやクリエイターがコラボレーションし作品を発表する。
それぞれの作品には部屋番号がふられており、コラボレーションしたアーティストたちは、それぞれの部屋の住人たちの物語として、都会の6畳1間で暮らす住人たちの孤独や鬱屈とした心情を、それぞれが自由に表現している。
2021年5月発表の楽曲「ヨワネハキ feat. 和ぬか, asmi」は、TikTokにおける再生回数や影響力などを総合的に判断して生成された日本国内週間楽曲ランキング“TikTok HOT SONG Weekly Ranking”（2021年8月9日〜2021年8月15日集計期間）にて首位獲得、3連覇を果たした。2021年TikTok流行語大賞のミュージック部門賞を受賞。

## 作品
| 配信日         | アーティスト                    | 楽曲・映像                                                       | 部屋番号 |
| -------------- | ------------------------------- | ---------------------------------------------------------------- | -------- |
| 2021年2月3日   | yama 泣き虫☔︎                   | 「Hello/Hello feat. yama, 泣き虫☔」                             | 101      |
| 2021年3月3日   | さとうもか くじら               | 「For ten minutes, for a hundred yen feat. さとうもか, くじら」  | 310      |
| 2021年3月31日  | おおお くじら                   | 「本当は夜の端まで、 feat. おおお, くじら」                      | 000      |
| 2021年4月21日  | 堂村璃羽 301 GeG                | 「いえない feat. 堂村璃羽, 301, GeG」                            | 301      |
| 2021年5月19日  | 和ぬか asmi                     | 「ヨワネハキ feat. 和ぬか, asmi」                                | 102      |
| 2021年6月30日  | EMA たなか                      | 「ダンス・ダンス・ダダ feat. EMA, たなか」                       | 103      |
| 2021年8月18日  | 春野 Aqu3ra                     | 「Grumpy feat. 春野, Aqu3ra」                                    | 308      |
| 2021年9月8日   | りりあ。 南雲ゆうき             | 「夏風に溶ける feat. りりあ。, 南雲ゆうき」                      | 107      |
| 2021年11月24日 | Pii meiyo                       | 「ラリー、ラリー feat.Pii, meiyo」                               | 111      |
| 2022年2月9日   | こはならむ ぜったくん           | 「ねぐせ feat. こはならむ, ぜったくん」                          | 201      |
| 2022年4月25日  | Tani Yuuki 菅原圭               | 「Cheers feat. Tani Yuuki, 菅原圭」                              | 302      |
| 2022年8月24日  | あたし zumiTa                   | 「わかっちゃない feat. あたし, zumiTa」                          | 032      |
| 2022年9月21日  | 4na もっさ（ネクライトーキー）  | 「ダンボールの色 feat. 4na, もっさ（ネクライトーキー）」         | 417      |
| 2022年10月14日 | 美波 SAKURAmoti                 | 「アイウエ feat. 美波, SAKURAmoti」                              | 373      |
| 2022年10月21日 | 花譜 ツミキ                     | 「トウキョウ・シャンディ・ランデヴ feat. 花譜, ツミキ」          | 239      |
| 2022年12月17日 | 空音 meiyo                      | 「infinite feat. 空音, meiyo」                                   | 888      |
| 2023年1月1日   | Aimer 和ぬか                    | 「いつのまに feat. Aimer, 和ぬか」                               | 245      |
| 2023年1月6日   | asmi すりぃ                     | 「アイワナムチュー feat. asmi, すりぃ」                          | 333      |
| 2023年1月13日  | yama ニト。                     | 「アイタリナイ feat. yama, ニト。」                              | 210      |
| 2023年3月9日   | 缶缶 ⌘ハイノミ                  | 「もういいもん feat. 缶缶, ⌘ハイノミ」                           | 128      |
| 2023年3月15日  | むﾄ Sohbana                     | 「トラエノヒメ feat. むﾄ, Sohbana」                              | 610      |
| 2023年6月28日  | はしメロ maeshima soshi         | 「けーたいみしてよ feat. はしメロ, maeshima soshi」              | 349      |
| 2023年9月13日  | 相沢 式浦躁吾                   | 「湿っぽいね feat. 相沢, 式浦躁吾」                              | 832      |
| 2023年9月20日  | アイニー RED                    | 「A lonely night ~ひとりぼっちの Get Wild~ feat. アイニー, RED」 | XYZ      |
| 2023年9月27日  | れん maeshima soshi             | 「bathroom feat. れん, maeshima soshi」                          | 900      |
| 2023年11月29日 | 水槽 A4。                       | 「ダブル・プッシュ・オフ。 feat. 水槽, A4。」                    | 404      |
| 2024年1月12日  | はしメロ 巡巡                   | 「ロックオン feat. はしメロ, 巡巡」                              | 609      |
| 2024年1月19日  | 9Lana SAKURAmoti                | 「雷櫻 feat. 9Lana, SAKURAmoti」                                 | 397      |
| 2024年3月22日  | ハローキティ なるみや 原口沙輔  | 「ポップコーン!! feat. ハローキティ, なるみや, 原口沙輔」        | 1101     |
| 2024年3月30日  | アユニ・D ニト。                | 「春紛い feat. アユニ・D, ニト。」                               | 430      |
| 2024年4月12日  | みきまりあ ニト。               | 「バイマイダーリン feat. みきまりあ, ニト。」                    | 039      |
| 2024年5月1日   | 星街すいせい sakuma.            | 「なんもない feat. 星街すいせい, sakuma.」                       | 322      |
| 2024年5月22日  | 『ユイカ』 KAFUNÉ               | 「いたいの、いたいの、とんでいけ feat. 『ユイカ』, KAFUNÉ」      | 202      |
| 2024年6月26日  | 乃紫 かやゆー（ヤングスキニー） | 「アリバイゲーム feat. 乃紫, かやゆー」                          | †††      |
| 2024年9月25日  | ゆーり はしメロ                 | 「あいうぉん (feat. ゆーり, はしメロ)」                          | 365      |
| 2025年5月14日  | ヰ世界情緒 弌誠                 | 「連れ出してトロイメライ feat. ヰ世界情緒, 弌誠」                | 717      |

### 日曜日のメゾンデ
少年サンデー66周年記念、礼衣をボーカルを担当してコラボ音楽企画。
| 配信日        | ボーカル | 作詞・作曲   | 楽曲・映像           | 原作             |
| ------------- | -------- | ------------ | -------------------- | ---------------- |
| 2025年3月19日 | 礼衣     | マサラダ     | 「モドキステップ！」 | 偽物協会         |
| 2025年4月4日  | 礼衣     | 大漠波新     | ふり                 | アイツノカノジョ |
|               | 礼衣     | AKASAKI      |                      | 天使な小生意気   |
|               | 礼衣     | ナユタン星人 |                      | 写らナイんです   |
|               | 礼衣     | sakuma.      |                      | サイコアイズ     |

### その他
| 発売日         | タイトル                                                         |
| -------------- | ---------------------------------------------------------------- |
| 2021年8月25日  | ヨワネハキ - From THE FIRST TAKE（feat. 和ぬか & asmi）          |
| 2021年10月27日 | ダンス・ダンス・ダダ（Misumi Remix）[feat. EMA, たなか & Misumi] |
| 2021年12月8日  | ヨワネハキ（Snowdrop mix）[feat. 和ぬか, asmi & Taro Ishida]     |
| 2022年6月27日  | いえない（Glitch Night mix）[feat. 堂村璃羽, 301, GeG, 安本彩花] |
| 2022年8月31日  | juice box（feat. aruma, 案山子）                                 |
| 2022年9月14日  | あいうえ                                                         |

アートワークはすべてイラストレーターのNAKAKI PANTZが担当。
リリックビデオはmaxilla（マキシラ）、THINGSがそれぞれ担当している。

### 参加作品
| 発売日        | タイトル                | 収録曲                       | 備考 |
| ------------- | ----------------------- | ---------------------------- | ---- |
| 2022年8月10日 | buzz!! 〜神ヒット MIX〜 | ヨワネハキ feat.和ぬか, asmi |      |

## ディスコグラフィ

### シングル
|     | 発売日         | タイトル                                    | 規格 | 規格品番     | 初収録アルバム |
| --- | -------------- | ------------------------------------------- | ---- | ------------ | -------------- |
| 1st | 2022年12月21日 | アイウエ / トウキョウ・シャンディ・ランデヴ | CD   | SRCL-12340   | ノイジールーム |
| 2nd | 2024年3月20日  | ロックオン / 雷櫻                           | CD   | SRCL-12816/7 |                |

## タイアップ
| 曲名                             | タイアップ                                                                                  |
| -------------------------------- | ------------------------------------------------------------------------------------------- |
| Hello/Hello                      | セブン-イレブンオリジナルアニメ『レインボーファインダー〜ときめきは、すぐそばに。〜』主題歌 |
| ラリー、ラリー                   | フジテレビ系『めざまし8』 2021年11月度エンディング曲                                        |
| ダンボールの色                   | リクルート「SUUMO」 WebCMソング                                                             |
| アイウエ                         | テレビアニメ『うる星やつら』（2022年版） 第1期・第1クールオープニングテーマ                 |
| トウキョウ・シャンディ・ランデヴ | テレビアニメ『うる星やつら』（2022年版） 第1期・第1クールエンディングテーマ                 |
| infinite                         | トヨタ自動車「カローラシリーズ」 CMソング                                                   |
| アイワナムチュー                 | テレビアニメ『うる星やつら』（2022年版） 第1期・第2クールオープニングテーマ                 |
| アイタリナイ                     | テレビアニメ『うる星やつら』（2022年版） 第1期・第2クールエンディングテーマ                 |
| 湿っぽいね                       | MAISONdes×山科ティナ×ごっこ倶楽部 ドラマ『リセットボタン』 イメージソング                   |
| bathroom                         | 花王 バブ入浴剤「あふれるのはきっと、お湯だけじゃない」 CMソング                            |
| ロックオン                       | テレビアニメ『うる星やつら』（2022年版） 第2期・第1クールオープニングテーマ                 |
| 雷櫻                             | テレビアニメ『うる星やつら』（2022年版） 第2期・第1クールエンディングテーマ                 |
| なんもない                       | アニメ映画『トラペジウム』 主題歌                                                           |
| ポップコーン!!                   | ハローキティ50周年×MAISONdes コラボソング                                                   |
| バイマイダーリン                 | テレビアニメ『うる星やつら』（2022年版） 第2期・第2クールオープニングテーマ                 |
| 春紛い                           | テレビアニメ『うる星やつら』（2022年版） 第2期・第2クールエンディングテーマ                 |

## ライブ・イベント

### 出演
- 2021年
  - 10月9日 - NHK総合『シブヤノオト and more FES.2021』
  - 12月6日 - TBS系列『CDTVライブ! ライブ!』
  - 12月31日 - TBS系列『CDTVスペシャル! 年越しプレミアライブ2021→2022』